# Manuel María Rivas Pereira
Manuel María Rivas Pereira (Lima, 1832–Lima, 1892) fue un abogado, diplomático y político peruano. Fue ministro de Hacienda en el gobierno provisorio de Lizardo Montero (1881) y ministro de Relaciones Exteriores del primer gobierno de Andrés Avelino Cáceres (1886).

## Biografía
Hijo de Alberto Rivas y Francisca Pereira. Estudió en el Convictorio de San Carlos y se recibió de abogado en 1856. A propuesta de Antonio Arenas se hizo cargo de la cátedra de Derecho Penal (1856-1861).
Como la mayoría de los ciudadanos peruanos, se mostró en desacuerdo con la política apaciguadora seguida por el gobierno de Juan Antonio Pezet ante la agresión de la Escuadra Española del Pacífico. Por tal motivo, protestó a través de la prensa: primero, asociado con José Casimiro Ulloa en el diario La República (1863-1864); y luego con José María Químper y Juan Francisco Pazos en el diario El Perú (1864).
Apoyó la revolución nacionalista que encabezó el coronel Mariano Ignacio Prado, a quien acompañó como oficial mayor de Relaciones Exteriores. Instalado el nuevo gobierno, pasó a ser oficial mayor del Ministerio de Gobierno, de cuya titularidad asumió por breves días, por renuncia del ministro José María Químper, que pasó a integrar el Congreso.
Fue elegido diputado por Angaraes al Congreso Constituyente de 1867. Formó parte de la comisión que preparó el proyecto de la Constitución Liberal de 1867, junto con  José María Químper, Francisco García Calderón, Modesto Macedo, Manuel Pérez, Francisco Laso, Juan Luna y Fernando Casós. Dicha Carta Magna fue de breve duración pues estuvo en vigencia solo cinco meses, siendo restaurada la anterior constitución moderada de 1860.
Derribado el gobierno de Prado a principios de 1868, viajó a Europa. Allí se puso en contacto con Manuel Toribio Ureta, para apoyarlo en su proyectada candidatura a la presidencia de la República. Ya en el Perú, cumplió con dicho acuerdo a través del diario La República (1871-1872). Dichas elecciones las ganó Manuel Pardo y Lavalle, quien también era su amigo; decidió entonces incorporarse al Partido Civil que lideraba dicho mandatario.
Integró la Comisión Consultiva de Relaciones Exteriores en 1873. Ese mismo año se asoció con Andrés Avelino Aramburú Sarrio y Reynaldo Chacaltana, para fundar el diario La Opinión Nacional, que se convertiría en uno de los más importantes del país. En 1876 fue elegido senador por Ayacucho, cargo que ejerció hasta 1879.

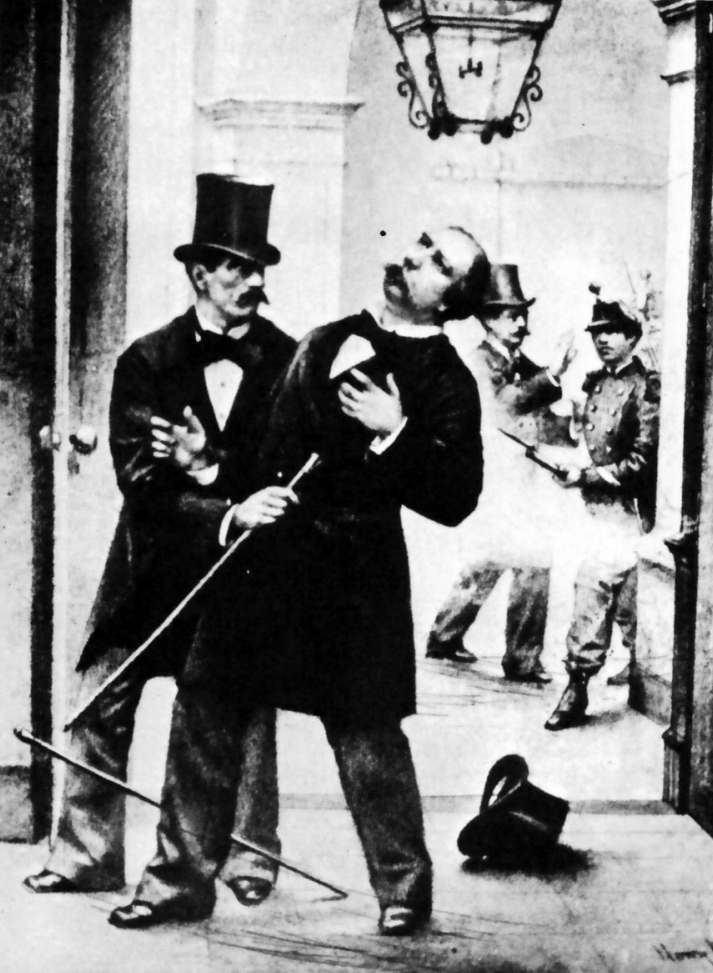
Asesinato de Manuel Pardo, en la entrada del Senado. 16 de diciembre de 1878. Manuel María Rivas y Adán Melgar, amigos de Pardo, acompañaban al expresidente de la República al momento de producirse dicho atentado.

Junto con Adán Melgar, estuvo al lado de Manuel Pardo, cuando éste, entonces presidente del Senado, fue baleado en pleno hemiciclo por el sargento Melchor Montoya. Una de las balas homicidas rozó en la mano izquierda de Rivas, quien, no obstante, pudo sostener en sus brazos a Pardo gravemente herido, mientras que Adán Melgar desarmaba al asesino.
Al estallar la guerra con Chile en 1879, pasó a Colombia como ministro plenipotenciario. Regresó al Perú en 1880 y se alistó como soldado en el batallón N.º 4 de la Reserva, durante la defensa de Lima. Luchó en las batallas de San Juan y Miraflores (1881).
Fue enviado a Cajamarca para gestionar el apoyo del contralmirante Lizardo Montero al gobierno de Francisco García Calderón. Pero deportado este a Chile, quedó Montero como nuevo presidente, quien nombró como ministro de Hacienda a Rivas.
Perseguido por los chilenos, solo pudo retornar a Lima cuando se instauró el gobierno del general Miguel Iglesias. Pero no quiso apoyar a este régimen y se sumó al bando del general Andrés A. Cáceres, que finalmente triunfó, tras una sangrienta guerra civil.
Elegido Cáceres presidente de la República, formó parte de su primer gabinete como ministro de Relaciones Exteriores, cargo que ejerció de 3 de junio a 6 de octubre de 1886. Pasó luego a ser ministro plenipotenciario en Bolivia.
En 1891 fue designado ministro plenipotenciario en Chile, pero falleció en agosto del año siguiente en ejercicio de sus funciones.[cita requerida]